# Широке (Більмацький район)
Широке — село, Більмацька селищна рада, Більмацький район, Запорізька область, Україна.
Село ліквідовано 1994 року.

## Географічне положення
Село Широке розташовувалося на лівому березі річки Кам'янка, вище за течією за 2,5 км розташоване смт Кам'янка, нижче за течією за 2,5 км розташоване село Тополівка.

## Історія
- 1994 — село ліквідовано[1].